# Leonard Peterson
Leonard Peterson (Estocolmo, 30 de outubro de 1885 — Estocolmo, 15 de abril de 1956) foi um ginasta sueco que competiu em provas de ginástica artística.
Peterson é o detentor de uma medalha olímpica, conquistada na edição britânica, os Jogos de Londres, em 1908. Nesta ocasião, competiu como ginasta na prova coletiva. Ao lado de outros 37 companheiros, conquistou a medalha de ouro, após superar as nações da Noruega e da Finlândia.